# Callohesma
Callohesma is een geslacht van vliesvleugelige insecten uit de familie Colletidae.

## Soorten
- C. albiceris (Exley, 1974)
- C. aurantifera (Cockerell, 1912)
- C. aureopicta (Cockerell, 1929)
- C. calliopsella (Cockerell, 1910)
- C. calliopsiformis (Cockerell, 1905)
- C. campbelli (Cockerell, 1929)
- C. coolgardensis (Exley, 1974)
- C. chlora (Exley, 1974)
- C. eustonensis (Exley, 1974)
- C. euxantha (Perkins, 1912)
- C. flava (Exley, 1974)
- C. flavopicta (Smith, 1879)
- C. geminata (Cockerell, 1911)
- C. karratha (Exley, 1974)
- C. lacteipennis (Michener, 1965)
- C. lucida (Exley, 1974)
- C. matthewsi (Exley, 1974)
- C. megachlora (Exley, 1974)
- C. nigripicta (Exley, 1974)
- C. occidentalis (Exley, 1974)
- C. ornatula (Cockerell, 1929)
- C. pedalis (Exley, 1974)
- C. picta (Smith, 1854)
- C. quadrimaculata (Smith, 1879)

- C. queenslandensis (Exley, 1974)
- C. recta (Exley, 1974)
- C. rieki (Exley, 1974)
- C. setula (Exley, 1974)
- C. sinapipes (Cockerell, 1910)
- C. skermani (Exley, 1974)
- C. splendens (Exley, 1974)
- C. sulphurea (Michener, 1965)
- C. tibialis (Cardale, 1993)
- C. townsvillensis (Exley, 1974)